# A Habsburg-házi és a Habsburg–Lotaringiai-házi uralkodók családfája
Ez a családfa a Habsburg-házból, illetve a Habsburg–Lotaringiai-házból származó uralkodóknak a leszármazását mutatja be. A családfa kitér a család eredetére és azon családtagokra, akiknek a feltüntetése nélkülözhetetlen a családtagok sorszámozásának követése végett, továbbá kitér a jelentősebb és a magyarországi kapcsolódásokra.

## A családfa

### Habsburg-ház
Lásd itt: Habsburg-ház#A Habsburg-házi uralkodók őseinek és a Habsburg-házi uralkodóknak a leszármazási táblája

### Habsburg–Lotaringiai-ház
Lásd itt: Habsburg–Lotaringiai-ház#A Habsburg–Lotaringiai-házi uralkodók leszármazási táblája